# Фэррингтон, Коллин
Коллин Ли Фэррингтон (англ. Colleen Leigh Farrington; 20 апреля 1936, Дэвисборо, Джорджия, США — 12 октября 2015, Джупитер, Флорида, США) — американская фотомодель и певица

 ночных клубов.

## Биография
Родилась в Дэвисборо (штат Джорджия, США).
В начале своей модельной карьеры Коллин работала в Нью-Йорке, а в октябре 1957 года Фэррингтон была Playmate мужского журнала «Playboy» (её фото были сделаны Питером Баш). Модель была любимицей дизайнера Олега Кассини. Долгие годы она работала певицей ночных клубов.
В 1965 году развелась с преподавателем по актёрскому мастерству Бартоном Юджином Лейн, вскоре после того, как 22 января этого же года у них родилась дочь — Дайан Лейн, ставшая актрисой, получившей в 2003 году номинацию на «Оскар». После развода Фэррингтон вернулась в родную Джорджию, где вышла замуж за Лоренса Прайса, который позже умер.
Скончалась 12 октября 2015 года и была похоронена рядом с мужем.